# Hesperochernes riograndensis
Hesperochernes riograndensis är en spindeldjursart som beskrevs av Clarence Clayton Hoff och Clawson 1952. Hesperochernes riograndensis ingår i släktet Hesperochernes och familjen blindklokrypare. Inga underarter finns listade i Catalogue of Life.